# Pontebba
Pontebba es una localidad y comune italiana de la provincia de Udine, región de Friuli-Venecia Julia, con 1.581 habitantes.

## Evolución demográfica
| Gráfica de evolución demográfica de Pontebba entre 1861 y 2001 |
|                                                                |
| Fuente ISTAT - elaboración gráfica de Wikipedia                |